# Clara Grima
Clara Isabel Grima Ruiz (Coria del Río, 26 de janeiro de 1971) é uma matemática espanhola, professora de matemática aplicada da Universidade de Sevilha, especialista em geometria computacional. É conhecida por suas pesquisas sobre escutoides e pela popularização da matemática.

## Formação e carreira
Grima was born in 1971 in Coria del Río. Obteve um doutorado em matemática na Universidade de Sevilha em 1998, onde é professora de matemática aplicada.
Grima foi presidente do comitê de divulgação da Real Sociedad Matemática Española.

## Livros
Dentre seus livros publicados constam:
- Computational Geometry on Surfaces: Performing Computational Geometry on the Cylinder, the Sphere, the Torus, and the Cone (com Alberto Márquez, Kluwer, 2001)[4]
- Mati y sus mateaventuras: Hasta el infinito y más allá (com Raquel Garcia i Ulldemolins, Espasa, 2013)[5]
- Las matemáticas vigilan tu salud: Modelos sobre epidemias y vacunas (Mathematics watches your health, com Enrique F. Borja, Next Door Publishers, 2017)[6]
- ¡Que las matemáticas te acompañen![5][7]